# 布蘭登堡的路易絲·多蘿西亞
路易絲·多蘿西亞（德語：Luise Dorothea Sophie von Brandenburg，1680年9月29日—1705年12月23日），布蘭登堡選侯腓特烈一世（1701年加冕成為普魯士國王）的女兒。

## 家庭
1700年5月31日，路易絲·多蘿西亞與黑森-卡塞爾的腓特烈（日後的瑞典國王腓特烈一世）結婚。婚礼在柏林、奥拉宁堡、波茨坦和卡塞尔举行了数周，耗资巨大。 婚礼举行时身在柏林的戈特弗里德·威廉·莱布尼茨报道说：“与正在准备的喜庆婚礼盛况相比，计划中的学院成立更让我着迷，因为新郎昨天带着一大群人抵达这里。华丽的车马和人员随行人员入场，迎接了一场不乏皇家辉煌的招待会。”結婚五年後路易絲·多蘿西亞因難產去世，年僅25歲。
妻子的早逝使弗里德里希得以与乌尔丽克·埃莱奥诺雷再婚，并最终于 1720 年成为瑞典国王 。

## 文獻
- Werner Hahn: Friedrich, der erste König in Preussen: Im Jahre 1851 dem Einhundert und Fünfzigjährigen Königreich, Verlag der Deckerschen Geheimen Ober-Hofbuchdruckerei, 1851, Ss. 78, 217
- Carl Eduard Geppert: Chronik von Berlin von Entstehung der Stadt an bis heute, Rubach, 1839, S. 188 ff.